# Conception (Missouri)
Conception – jednostka osadnicza w Stanach Zjednoczonych, w stanie Missouri, w hrabstwie Nodaway.